# Iviella
Iviella là một chi nhện trong họ Dictynidae.